# Herbert Grün
Herbert Grün, slovenski dramaturg, publicist, dramatik in prevajalec, * 29. november 1925, Ljubljana, † 20. december 1961, Celje.
Herbert je otroška leta preživljal z družino na Dunaju, leta 1938 pa se je družina preselila nazaj v Ljubljano, kjer je obiskoval klasično gimnazijo. Po drugi svetovni vojni se je vpisal na AGRFT, kjer je leta 1951 diplomiral iz dramaturgije. 
Med študijem je delal kot novinar, od leta 1951 do leta 1953 pa je bil umetniški vodja in dramaturg Prešernovega gledališča v Kranju.
Med letoma 1953 in 1955 je bil dramaturg Dramskega gledališča Gavella, med letoma 1955 in 1959 pa umetniški vodja in dramaturg Slovenskega ljudskega gledališča v Celju. Od leta 1959 do smrti je bil nato kulturni urednik Naših razgledov.
V življenju se je preizkusil tudi kot dramatik, za oder pa je priredil tudi več del slovenskih in tujih pisateljev, ki jih je tudi prevajal iz nemščine in angleščine.
Umrl je v avtomobilski nesreči.